# Сат-Ок
Сат-Ок (Стани́слав Суплато́вич (пол. Stanisław Supłatowicz, «Длинное перо»; 15 апреля 1925, Иркутская область, СССР — 3 июля 2003, Гданьск, Польша) — польский писатель-индеанист, автор широко известной в бывшем СССР повести «Земля Солёных Скал».
Сат-Ок называл её автобиографической и утверждал, что он сын индейского вождя и польской революционерки, а его книга излагает подлинную историю его детства и юности, проведённой среди индейцев Канады.
Книги Сат-Ока дали толчок небывалому подъёму интереса к индейской теме среди польской молодёжи.
Впоследствии из-за многочисленных ошибок, неточностей и нестыковок в его утверждениях, а также отсутствия каких-либо документов, доказывавших его индейское происхождение, история Сат-Ока была признана литературной мистификацией, оказавшей, однако, огромное влияние на увлечение польской и советской молодёжи индейской темой.

## Биография по версии Николая Внукова
Биография Сат-Ока, написанная советским писателем Николаем Внуковым в 1974 году и озаглавленная «Слушайте песню перьев», излагает историю его жизни следующим образом.

### Мать
Мать Сат-Ока, Станислава Суплатович, была учительницей польской и русской словесности в женской прогимназии города Кельце.
Этот город относился к Царству Польскому, входившему в состав Российской империи.
Молодая марксистка Суплатович была арестована за хранение «подрывной литературы» и «принадлежность к тайному обществу, ставящему целью ниспровержение существующего строя», после чего в 1906 году осуждена царским правительством Российской империи на пожизненное поселение на Чукотке как особо опасная государственная преступница.
До 1908 года Суплатович жила в ссылке в населённом пункте, который Внуков называл «посёлком Святого Лаврентия», обучая чукотских детей русской грамоте.
Затем она бежала из ссылки, перебравшись через Берингов пролив на Аляску.
Оказавшись на американской территории, Суплатович планировала пешком добраться до Канады, после чего пересечь её с запада на восток и с восточного побережья отправиться на родину через Атлантический океан.
В аляскинском городе Уэйлс Суплатович нашла проводников из индейцев-тлинкитов.
Через Форт-Юкон и Сёркл тлинкиты довели её до канадской границы, однако отказались идти дальше под предлогом того, что там начинаются земли чужого племени.
Суплатович продолжила путь через Канаду самостоятельно, но ослабела и заблудилась в снегу.
Её обнаружили и спасли индейцы из племени шауни, остатки которых после поражения своего вождя Текумсе в 1812 году бежали со своих исторических территорий на берегах реки Огайо в восточной части США в район реки Лиард и гор Маккензи на северо-западе Канады.
Эти индейцы принципиально избегали контактов с белыми и практически не пользовались их оружием, применяя для охоты лук и стрелы.
Прожив с ними три года, Суплатович, получившая индейское имя Та-ва (Белая Тучка), вышла замуж за вождя Леоо-карко-оно-маа (Высокого Орла), который был внуком Текумсе.
Она родила вождю троих детей: мальчика Танто (Железный Глаз), девочку Тинагет (Стройная Берёза), мальчика Сат-Ока (Длинное Перо).

### Детство и юность
Сат-Ок родился в 1920 году.
Как и все мальчики племени, в 5 лет он был отделён от матери и отправлен в лагерь, где молодые шауни в течение 12 лет обучались охотиться, скакать на мустангах и воевать с луком, стрелами и томагавками.
Индейцев регулярно беспокоила канадская королевская конная полиция.
Когда Сат-Оку было 9 лет, его племя посетил сержант конной полиции, которого индейцы называли Вап-нап-ао (Белая Змея).
Он пытался заставить индейцев переселиться в резервацию, однако те отказались и впоследствии неизменно оказывали сопротивление конной полиции.
После завершения обучения Сат-Ок прошёл посвящение в полноправные воины и стал считаться взрослым мужчиной.
В 1938 году Сат-Ок и его друг спасли от медведя двух молодых европейцев.
Один из них оказался сыном польского эмигранта и сообщил матери Сат-Ока, что Польша больше не находится под властью российского императора, так как его свергла произошедшая в России Октябрьская революция.
Осознав, что правительство, отправившее её в ссылку, больше не существует, Станислава Суплатович стала тосковать по родине.
Муж отпустил её в Польшу на год, отправив с ней Сат-Ока, чтобы он научился «говорящим знакам бумаг и законам белых людей» и стал грамотным.

### Возвращение в Польшу
В 1938 году Станислава Суплатович и её сын вернулись в Польшу.
При оформлении документов на выезд из Канады Суплатович записала сына польским именем Станислав — мужской формой её собственного имени.
Сат-Ок устроился работать на почту в Кельце.
Когда в 1939 году Гитлер напал на Польшу, Сат-Ока арестовало гестапо как представителя низшей расы.
Станислава Суплатович тоже была арестована — за хранение оружия, купленного в подарок для мужа.
После нескольких месяцев заключения и пыток — гестаповцы «наматывали длинные светлые локоны Сат-Ока на руки и рвали с кровью» — его отправили в концлагерь Освенцим, но по дороге он сумел бежать из поезда.
Сат-Ок присоединился к партизанам под командованием некого русского «командира Лёньки», чья личность в книге Внукова не уточняется.
Отряд «командира Лёньки» соединился с силами Гвардии Людовой.
Впоследствии Сат-Ок поступил на службу в регулярной армии, в качестве солдата встретил окончание Второй мировой войны и демобилизовался только в 1950 году.
Он начал рассказывать о своём индейском детстве, и знакомые посоветовали ему написать об этом книгу.
Результатом стала написанная в 1958 году «Земля Солёных Скал».
Сат-Ок устроился матросом в торговый флот и в этом качестве смог посетить Канаду на теплоходе «Баторий».
Сат-Ок узнал, что его отец, которому в 1974 году исполнилось 95 лет, всё ещё оставался вождём шауни, которые, в свою очередь, были «единственным свободным племенем в Америке».
Брат Сат-Ока Танто погиб в стычке с королевской конной полицией.
Сестра Тинагет «вышла замуж за вождя могавков Дан-Игла. Вместе с мужем она ездила по резервациям Канады и вела большую общественную работу среди индейских женщин, поднимая их на борьбу за свои права. Расисты подстерегли Тинагет на окраине Монреаля, обстреляли машину, в которой она ехала, облили тело отважной женщины бензином и сожгли. Вскоре они убили и Дан-Игла».
Станислава Суплатович дожила до старости в Польше и скончалась в 1965 году; Сат-Ок на момент написания Внуковым биографии был ещё жив.

## Польский индеец
«Индейская карьера» Сат-Ока началась с выходом в 1958 году книги «Земля Солёных Скал».
Автор утверждал, что она является автобиографической и излагает подлинную историю его детства и юности, а также отважной борьбы свободного племени шауни против канадских властей.
Увлекательно написанная приключенческая книга от имени настоящего, «своего» индейца привлекла огромное внимание детей в социалистических странах Европы и была встречена с восторгом: в одной только Польше до 1986 года она переиздавалась 6 раз.
Сат-Ок стал заметной фигурой — сначала в литературе, а затем на польском телевидении.
Его приглашали выступать в детских передачах, где он наряжался в индейца и рассказывал об индейских обычаях.
Благодаря Сат-Оку интерес к индейцам среди поляков сильно возрос в детской и юношеской среде, молодёжь в разных городах массово начала организовывать клубы индеанистов, сложившиеся в Польское движение друзей индейцев.
Они делились друг с другом информацией об индейцах и в подражание им периодически организовывали пау-вау — индейские фестивали.
Однако несмотря на то, что «Земля Солёных Скал» вызывала восторг у детей и молодёжи, многие взрослые индеанисты отмечали, что её писал человек, слабо знакомый с индейской тематикой.
Даже у тех, кто считал историю Сат-Ока правдивой, вызывало большие вопросы помещение автором племени шауни на северо-запад Канады, поскольку не существовало никаких документальных свидетельств того, что шауни, исторически обитавшие на востоке США, когда-либо мигрировали в Канаду, да ещё на такое огромное расстояние — через весь североамериканский континент.
И даже в США, на исторической родине, ко времени предполагаемого рождения Сат-Ока количество шауни было мизерным: по данным переписи населения за 1910 год их в стране насчитывалось около двух тысяч.
Российский зоолог и охотовед Михаил Кречмар в своём блоге отмечал, что автор «Земли Солёных Скал» явно был незнаком с флорой и фауной края, который он описывал.
В книге племя Сат-Ока ездило на мустангах, однако обозначенная им территория «канадских шауни» представляет собой тайгу, где из-за нехватки корма мустанги жить не могут.
Кречмар удивлялся также тому обстоятельству, что в 1930-х годах индейцы у Сат-Ока не пользовались огнестрельным оружием.
По-видимому, на подобные несоответствия обращали внимание и издатели книги.
В предисловии к первой половине русского перевода «Земли Солёных Скал», опубликованного в 1960 году в ноябрьском номере литературного журнала «Юность», указано (выделение как в оригинале):
Конечно, как и во всяком художественном произведении, в этой книге имеется творческий вымысел, допущены известные временные и географические неточности, терминологические отступления.
Напрасно стали бы мы, например, искать в современной научной литературе индейское племя, во всех своих деталях совпадающее с описанным в книге Сат-Ока. В известной мере это собирательный образ индейского племени, вполне при этом правдоподобный, но вобравший в себя отдельные элементы культуры различных индейских народов.
...Некоторая архаичность и даже примитивизм описываемого быта современных индейцев и в особенности вооружения племени Высокого Орла становятся более понятными, если учесть, что это племя и поныне живёт оторванно от внешнего мира, не пользуясь услугами факторий компании Гудзонова залива.
Кроме того, нельзя забывать, что Сат-Ок писал воспоминания своего детства. Вот уже двадцать пять лет, как он живёт в отрыве от родного племени; многие подробности быта и жизни индейцев могли ускользнуть из его памяти. Этим и объясняются отдельные неточности, которые встречаются иногда на страницах этой интересной в целом книги.С. Преображенский, Юность, 1960, № 11, с. 40.
В дальнейшем Сат-Ок написал ещё несколько книг, все на индейскую тематику.

### Вопрос авторства книг
Журналист Дариуш Росяк, в 2017 году выпустивший книгу «Бело-красный. Тайна Сат-Ока» (пол. Biało-czerwony. Tajemnica Sat-Okha), проливавшую свет на некоторые вопросы биографии Сат-Ока, сомневался, что Сат-Ок мог самостоятельно написать «Землю Солёных Скал» и некоторые другие свои книги. Росяк писал:.
До выхода «Земли Солёных Скал» весь писательский опыт Суплатовича ограничивался автобиографиями, которые он писал в армии и для работодателей. Судя по их текстам, ему было трудно сформулировать даже простое предложение. Попросту, не умел писать. И вдруг в 1958 году появляется его первая книга, «Земля Солёных Скал», которая имеет превосходную конструкцию, хорошо прописанные образы, превосходные описания природы, цветистые метафоры. Известно, что при работе над книгой с ним сотрудничал один из виднейших деятелей молодёжной литературы — Ежи Брошкевич. Трудно сказать, где в «Земле Солёных Скал» Брошкевич, а где Суплатович. Ежи Брошкевич умер, так ничего и не сказав на эту тему.

Оригинальный текст (пол.)Do wydania „Ziemi Słonych Skał” cały dorobek pisarski Supłatowicza to były życiorysy pisane w wojsku i dla pracodawców. Wynika z nich, że miał trudności ze sformułowaniem prostego zdania. Po prostu nie umiał pisać. I nagle w 1958 roku ukazuje się jego pierwsza książka „Ziemia Słonych Skał”, która ma doskonałą konstrukcję, dobrze zbudowane postacie, piękne opisy przyrody i kwieciste metafory. Wiadomo, że jego współpracownikiem przy tej książce był jeden z najwybitniejszych twórców literatury młodzieżowej - Jerzy Broszkiewicz. Trudno jest oszacować, ile jest Broszkiewicza w „Ziemi Słonych Skał”, a ile Supłatowicza. Jerzy Broszkiewicz nie żyje, nie wypowie się na ten temat.
Желая узнать, насколько самостоятелен был Сат-Ок в написании своих «индейских» книг, Росяк поговорил с людьми, которые с ним работали.
Книга «Форт на Атабаске» (пол. Fort nad Athabaską) была написана Сат-Оком в соавторстве с Якта-Ойей — писателем Славомиром Бралем.
Жена Браля заявила, что книгу написал её муж, а Сат-Ок был при нём «кем-то вроде консультанта»: предлагал темы и вычитывал уже написанный текст.
Член «Польского движения друзей индейцев» Лешек Михалик утверждал, что книгу Сат-Ока «Голос прерии» (пол. Głos prerii) написал именно он, Михалик, а Сат-Ок лишь вычитывал за ним отдельные главы и высказывал замечания.
При этом, по словам Михалика, случалось, что замечания Сат-Ока противоречили известным фактам: он не разбирался в географии, путал индейские племена, не знал деталей повседневной жизни индейцев, но никакие доводы на него не действовали: Сат-Ок не принимал текст, если его указания, даже ошибочные, не были учтены.

### Накопление противоречий
По мере развития «индейской карьеры» Сат-Ока в его многочисленных рассказах и интервью о своём индейском детстве начали всё чаще встречаться противоречия.
Так, в изложении его биографии Николаем Внуковым его мать Станислава Суплатович переправляется с Чукотки на Аляску в одиночестве и с помощью индейцев-проводников добирается до канадских земель.
Однако в документальном фильме Клаудиуша Янковского о Сат-Оке «Прирождённый воин» (пол. Wojownik z urodzenia), выпущенном в 2005 году, Сат-Ок рассказывает историю своей матери по-другому.
Станислава Суплатович бежит с Чукотки в составе группы единомышленников, причём помогающие им чукчи перевозят всю группу на лодках не на Аляску, а прямо в Канаду.
Суплатович тяжко заболевает, спутники её покидают, но она оказывается у индейцев.
К ней относятся доброжелательно и, желая помочь ей добраться до какого-нибудь поселения белых, несколько раз передают её «с рук на руки» другим индейским племенам до тех пор, пока она наконец не оказывается в племени, где вождём является будущий отец Сат-Ока.
В книге Внукова племя Сат-Ока откололось от народа шауни после гибели Текумсе в 1812 году, при этом отец Сат-Ока был внуком Текумсе.
Но в фильме «Прирождённый воин» Сат-Ок не упоминал Текумсе, а его племя откалывалось от основного народа дважды.
В первый раз его племя, бывшее частью народа шауни, завоевали и ассимилировали представители народа лакота.
Отец Сат-Ока якобы лично помнил произошедшую в 1876 году битву при Литл-Бигхорне — крупное сражение индейцев-лакота против американцев.
После победоносного для индейцев сражения племя Сат-Ока во второй раз отделилось от прочих и ушло с территории США на север, в канадскую провинцию Альберта.
Студентка университета Марии Склодовской-Кюри Катажина Кремпулец, в 2004 году написавшая дипломную работу под названием «Станислав Суплатович. Необычная биография Сат-Ока, или как стать легендой», сделала масштабный анализ его биографии и выявила как минимум три взаимоисключающих сценария жизни его старшего брата Танто.
Сат-Ок неоднократно утверждал, что встречался со своей индейской семьёй во время визита в Канаду на теплоходе «Баторий».
Однако в одном из вариантов он рассказывал, что Танто не захотел его видеть, поскольку воспринял невозвращение Сат-Ока из Польши как предательство и решил, что его младший брат «как яблоко — снаружи красный, а внутри белый».
В другом варианте Сат-Ок при визите в Канаду узнал, что Танто погиб в 1947 году в стычке с канадской конной полицией, которая в очередной раз попыталась загнать индейцев в резервацию.
Наконец, в третьем варианте Танто опять-таки был убит, но не конной полицией, а расистами.
В российских «Аргументах и фактах» от 2004 года приводилась даже четвёртая версия смерти Танто: Сат-Ок увиделся с Танто во время стоянки «Батория» в Монреале и пошёл с ним прогуляться по городу, однако во время прогулки в них несколько раз выстрелили скинхеды из пронёсшейся мимо машины.
Танто умер на месте, Сат-Ок был ранен, но выжил.
Мать Сат-Ока в версии «Аргументов и фактов» погибла в Освенциме во время Второй мировой войны.
Об отце Сат-Ок сообщал, что не виделся с ним после своего отъезда из Канады: Леоо-Карко-Оно-Маа был слишком стар, чтобы совершить путешествие из своих кочевых земель на северо-западе страны на восточное побережье, куда приплывал «Баторий», а сам Сат-Ок не знал, как отыскать его кочевье.
О сестре же Сат-Ок рассказывал, что она вышла замуж за вождя могавков Дона Игла и жила с ним в резервации могавков Канаваке, но именовал её не Тинагет, как в «Земле Солёных Скал», а Тегеравакс — Падающая Звезда.
Человек по прозвищу «Вождь Дон Игл» (англ. Chief Don Eagle) действительно существовал, по национальности был могавк и жил в резервации Канаваке.
Но настоящее имя его было Карл Дональд Белл — он был профессиональным боксёром и взял себе псевдоним «Вождь Дон Игл».
В 1966 году Белл погиб — по сообщениям канадской прессы, в результате самоубийства, однако его семья и друзья были убеждены, что его убили некие недоброжелатели.
Это мнение ещё усилилось, когда 2 года спустя при загадочных обстоятельствах погибла его жена Джин: её тело нашли у дороги в сгоревшей машине.
Польская пресса подала эти новости как преступление на почве ненависти: «родственники» Сат-Ока были якобы убиты расистами, недовольными тем, что Дон Игл и его жена храбро сражались за права индейцев.
Сат-Ок рассказывал также, что в 1939 году его мать прятала евреев, преследуемых нацистским режимом, в съёмной квартире, где жила вместе с сыном.
Она якобы устроила тайник в комнате за фальшивой стенкой, где до конца войны жила некая еврейская девушка.
В том же тайнике некоторое время жила еврейская семья по фамилии Фридман, которую затем переправили в безопасное место.
История эта известна только со слов Сат-Ока, как и его рассказы о том, что после Второй мировой войны он несколько лет провёл в сталинских концлагерях.

### Русская сестра
В 1960 году русская женщина Антонина Расулова прочитала книгу Сат-Ока «Земля Солёных Скал».
По сведениям журналиста Росяка, Расулова — в девичестве Будкевич — родилась в Осетии от обрусевшего поляка и русской матери.
С материнской стороны у Расуловой был дядя, ссыльный революционер Георгий Пашковский.
Расулова написала Сат-Оку письмо, в котором предположила, что ссыльный Пашковский, возможно, был знаком со Станиславой Суплатович.
Сат-Ок не стал этого отрицать — он очень редко поправлял тех, кто распространял неверные сведения о нём — и начал переписываться с Расуловой, сообщив ей, что Станислава Суплатович не только знала Пашковского, но и была влюблена в него.
В ходе этой переписки Расулова, по-видимому, поверила, что Суплатович не просто была влюблена в Пашковского, но даже родила от него ребёнка — саму Антонину, и таким образом Расулова приходится Сат-Оку сестрой по матери.
В 1973 году Расулова выпустила автобиографическую книгу «Дороги сходятся» в соавторстве с Сат-Оком.
Иллюстратор книги Борис Жутовский излагал историю рождения Расуловой, называя её, впрочем, «байкой», следующим образом.
Станиславу Суплатович «за покушение на генерал-губернатора» приговорили к ссылке на «Карские рудники [...] по добыче меди».
В ходе пешего этапа на каторгу Суплатович сошлась с Пашковским и родила от него девочку Антонину, но ребёнка у неё отобрали и поместили в детдом.
Позже Антонину забрали «приёмные родители» Будкевичи.
Суплатович же была доставлена на каторгу, но вскоре заболела, и её переместили на Чукотку, откуда она впоследствии бежала.
«В степи на севере Канады» её обнаружили индейцы, она вышла замуж за их вождя и родила Сат-Ока.
В дальнейшем Расулова была одной из активных создательниц и распространительниц «легенды» о Сат-Оке как о польском индейце.
Другим заметным лицом в мифотворчестве Сат-Ока был переводчик Юрий Стадниченко, сделавший перевод «Земли Солёных Скал» на украинский и русский языки.

## Попытки разоблачения
Несмотря на весьма богатый материал для разоблачения, подавляющее большинство членов «Польского движения друзей индейцев» явно не желало разрушения легенды Сат-Ока.
До 1990-х годов в их среде циркулировали лишь смутные слухи о том, что Сат-Ок — не индеец.
Говорили, что на одном из собраний ему передали поздравления от некой жительницы польского города Радом, с которой он провёл детство, и стало быть, он не мог родиться в Канаде.
Или что, служа во флоте и празднуя пересечение экватора, он как-то раз вырядился дикарём, и ему так понравилось, что он решил не снимать костюм.
Слухи оставались слухами до 1993 года, когда в прессе появилось интервью Сат-Ока с фотографиями его отца и деда, но одна из фотографий принадлежала известному американскому фотографу Эдварду Кёртису и изображала шамана народа кроу по имени Раненый в Руку.
Фотографию узнали; практически безупречная до того времени репутация Сат-Ока пошатнулась.
Сат-Ок заявил, что дал журналисту фотографии индейцев, но не говорил, что на них изображены его родственники, однако это не помогло.
В 1997 году журналист Януш Рыжковский опубликовал целую серию разоблачительных статей о Сат-Оке в гданьской газете «Вечур Выбжежа».
В среде «друзей индейцев» статьи Рыжковского произвели раскол.
Некоторые из них поддержали журналиста.
Один из польских энтузиастов индейской культуры, общавшийся с Сат-Оком лично, позже писал о нём: «Когда Сат-Ок выступал на публике, то нёс такую несусветную чушь про индейцев, что только наши тёплые чувства и уважение к нему мешали нам сказать прямо, чтобы он перестал позориться. Совершенно ясно, что Сат-Ок не был индейцем».
Однако большая часть поклонников продолжала защищать своего кумира, и мнение их о Сат-Оке было самое положительное: он так много сделал для движения индеанистов в Польше, что несправедливо и бессмысленно было бы оскорблять его подозрениями во лжи.
Если он и лжёт о своём происхождении, то кому какой от этого вред?
«Как по мне, он может не иметь орлиного носа, может происходить из Уганды, но если он посвятил себя индейскому движению, то я рад, что есть такой человек», — заявлял один из его убеждённых сторонников.
Даже те, кто считал его очевидным мистификатором, признавали его огромный вклад в польскую индеанистику.
Многие «друзья индейцев» позже отмечали, что благодаря Сат-Оку их жизнь стала более увлекательной и обрела смысл, что предохранило их в юности от алкоголя и наркотиков.

## Настоящая биография
Наиболее полный анализ биографии Сат-Ока содержится в дипломной работе Катажины Кремпулец «Станислав Суплатович. Необычная биография Сат-Ока, или как стать легендой» 2004 года и книге Дариуша Росяка «Бело-красный. Тайна Сат-Ока» 2017 года.
И Кремпулец, и Росяк пришли к выводу, что значительная часть биографии «польского индейца» является мистификацией, которую невозможно документально подтвердить.

### Мать и происхождение Сат-Ока
Кремпулец выяснила, что настоящее имя матери Сат-Ока — Станислава Окульская (пол. Stanisława Okólska).
Она родилась в Радоме 29 октября 1880 года, до замужества, согласно большей части публикаций в прессе, была учительницей в деревне под городом Кельце.
В 1903 году она вышла замуж за Леона Суплатовича.
Кремпулец указывала, что Суплатович был химиком, Росяк — что дубильщиком.
Станислава Окульская — после замужества Суплатович — утверждала в нотариально заверенном заявлении, сделанном ею в 1958 году в Кельце, что она сама и её муж принадлежали к социалистической партии ППС — левица, и что в 1905 году муж был арестован жандармами Российской империи и осуждён на пожизненное поселение в Сибири.
Станислава поехала в Сибирь за мужем, но, прибыв к нему в Киренск, обнаружила его тяжело больным, а через несколько месяцев он умер.
Дат этих событий Станислава в своём заявлении не приводила.
Она утверждала также, что после смерти мужа уехала на Чукотку, откуда в 1917 году бежала на Аляску и затем в Канаду.
По сведениям Дариуша Росяка Леон Суплатович действительно был сослан в Сибирь после второго приговора в 1912 году.
Его жена никаким преследованиям не подвергалась, а добровольно последовала за ним в 1916 году.
В 1922 году Леон Суплатович обратился в польский комитет помощи в Москве, прося содействия в возвращении на родину вместе с женой, но по какой-то причине не вернулся, и дальнейшие сведения о нём отсутствуют.
О Станиславе же известно, что в марте 1928 года, будучи в Польше, она подала заявление на получение документов, удостоверяющих личность, а в ноябре того же года крестила в Радоме трёхлетнего ребёнка — Станислава Суплатовича.
Отцом ребёнка при крещении был записан с её слов Леон Суплатович, дата рождения — 15 апреля 1925 года, место рождения — деревня Алексеевка Киренского района Иркутской области (располагается на левом берегу реки Лены напротив посёлка Алексеевск).
Росяк нашёл и исследовал несколько кратких автобиографий, которые Сат-Ок писал для начальства на службе в военном флоте и работодателей во флоте торговом.
Почти во всех этих документах Сат-Ок неизменно указывал, что его родители — Леон и Станислава Суплатовичи, дата рождения — 15 апреля 1925 года, место рождения — Алексеевка или Алексеевск.
Только в 1959 году в автобиографии, поданной в «Польские океанские линии», Сат-Ок написал, что родился «на полуострове Чукчу» и указал далее: «Отец мой — индеец из племени шауни, а мать — полька, которая была сослана в Сибирь за участие в политическом движении против царя».
Вопрос отцовства Леона Суплатовича Росяк считал дискуссионным и ставил даже под сомнение факт того, что Сат-Ока родила Станислава Суплатович: если Станислава родилась в 1880 году, а её сын — в 1925, то рожала она его в 45 лет.
Роды в таком возрасте возможны, но необычны, и на этом основании Росяк допускал возможность того, что Сат-Ок — не сын Леона или Станиславы, а приёмный ребёнок, сирота неизвестного происхождения, который как-нибудь прибился к Станиславе, или она его где-то подобрала, или усыновила каким-то другим способом.
В своём нотариально заверенном заявлении 1958 года Станислава Суплатович утверждала, что нарочно сфальсифицировала данные о рождении сына, чтобы не иметь проблем со своими родственниками, и чтобы его меньше дразнили в школе.
Кремпулец в своей дипломной работе отмечала, что фальсификация имени отца в таком случае понятна, но непонятно изменение даты и места рождения.
Сат-Ок не пояснял мотивов своей матери, отговариваясь незнанием, и неоднократно утверждал, что вообще не знает даты своего рождения, и ему известно только, что он родился весной, так как никаких регистрационных записей индейцы не ведут.

### Жизнь в Польше
И Кремпулец, и Росяк пытались проверить факт возвращения Станиславы Суплатович с сыном из Канады в Польшу в 1938 году.
Кремпулец искала в прессе свидетельства наличия у Сат-Ока канадского загранпаспорта, так как без него было бы невозможно совершить международное путешествие и пересечь границу Польши, но не нашла ничего кроме интервью 1993 года, в котором Сат-Ок заявил, что в начале 1940-х годов и у него, и у матери были только канадские удостоверения личности индейца.
Росяк искал в архивах польского министерства иностранных дел списки лиц, вернувшихся в страну в 1930-х годах, но Суплатовичей в них не обнаружил.
При этом Росяк отметил, что в своих кратких служебных автобиографиях Сат-Ок указывал разные годы возвращения: встречались 1928, 1935 и 1938 годы.
Иногда Сат-Ок в автобиографиях возвращался в Польшу из Сибири, иногда — из некого неназванного места.
С 1932 по 1939 год Станислав Суплатович, по утверждению Росяка, не жил в индейском племени в Канаде, а учился в начальной школе имени Владислава Сырокомли в Радоме.
Сат-Ок в одной из служебных автобиографий отмечал, что в школе ему «мешали учиться и дразнили большевиком».
В другой автобиографии он писал, что во время немецкой оккупации учился в подпольной школе и получил её аттестат — немцы полагали любое образование выше начального для ненемецкого населения излишним и закрывали все старшие школы и университеты — однако Росяк считает утверждение о подпольной школе частью легенды.
Росяк проверил также утверждение об аресте Сат-Ока гестаповцами в 1941 году.
В польской прессе циркулировало несколько вариантов причин ареста: чтение запрещённых газет, неарийская внешность, разнос агитационных листовок.
Росяк обнаружил в архивах Радома документы об аресте Станислава Суплатовича, однако причиной ареста оказалась кража.
Согласно документам, Суплатович отсидел за кражу 10 месяцев и вышел на свободу в марте 1942 года. В Освенцим его не отправляли.

### Военная служба
Все исследователи биографии Сат-Ока сходятся на том, что он воевал во Второй мировой войне, однако не на стороне прокоммунистической Гвардии Людовой, а на стороне прозападной Армии Крайовой.
Служил в 3-м батальоне 72-го пехотного полка Армии Крайовой, имел среди сослуживцев прозвище «Казак».
Принимал участие в операции «Буря» в 1944 году.
Среди его военных наград — Крест Храбрых, Крест Армии Крайовой и медаль войска польского.
После роспуска Армии Крайовой в январе 1945 года и занятия территории Польши советскими войсками Сат-Ок поступил в «Центральную школу офицеров по политическому воспитанию» (пол. Centralnа Szkoła Oficerów Polityczno-Wychowawczych), готовившую политруков для сформированного советской властью Народного войска польского.
Сат-Ок неоднократно утверждал, что сделал это, чтобы избежать советского преследования за войну на стороне прозападных сил.
Ученье в пропагандистской школе не пошло на лад: через 3 месяца после поступления Сат-Ока исключили оттуда с формулировкой «непригоден к обучению» и в июне 1945 года направили на флот, где он занимался разминированием польских портов.
В 1947 году он дослужился до звания старшины первой статьи (пол. bosmanmat), затем выучился на механика — в частности, служил заместителем начальника машинного отделения на тральщике «Каня».
Потом по собственному желанию перевёлся на подводную лодку, где стал начальником дизельного отделения.
В 1950 году Сат-Ок подал прошение об увольнении в запас, которое мотивировал необходимостью заботы о жене и престарелой матери, находившейся целиком на его содержании.
В 1951 году прошение было удовлетворено.
Сменив несколько мест работы на суше, Сат-Ок в 1956 году вернулся к морским профессиям и нанялся в рыболовный кооператив.
В 1957 году устроился механиком на фрегат «Дар Поморья».
21 мая 1960 года он поступил на работу в «Польские океанские линии», дававшие возможность выходить в международные рейсы, и стал плавать на торговых судах.

### Личная жизнь
Сат-Ок был женат трижды.
Имя первой жены неизвестно, брак с ней был заключён 12 февраля 1948 года.
От неё у Сат-Ока было двое детей: сын Кшиштоф и дочь Барбара.
Брак распался, когда дочери было 2 месяца; детей от первой жены Сат-Ок воспитывать не стремился.
Его второй женой стала разведённая соседка по имени Ванда с дочерью Кристиной.
С ней Сат-Ок прожил с 1955 года до смерти Ванды от болезни Альцгеймера в июне 2002 года.
Третий брак Сат-Ок заключил со вдовой Барбарой Цесельской в декабре 2002 года, но прожил с ней немногим больше шести месяцев.
3 июля 2003 года он умер от рака поджелудочной железы и был похоронен в Гданьске на кладбище Сребжиско.

## Устойчивость легенды

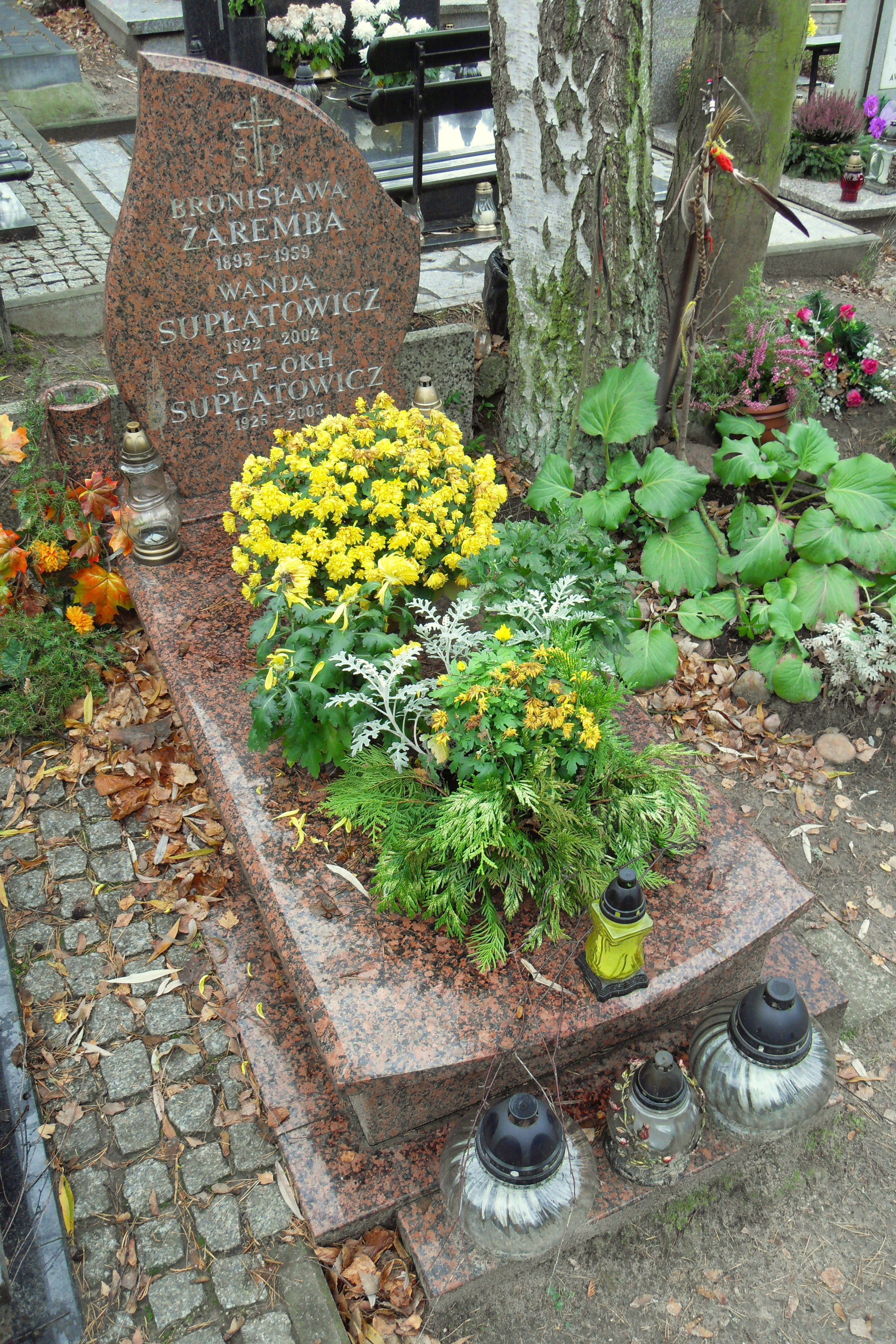
Могила Сат-Ока

Журналист Дариуш Росяк в своей книге пытался ответить на вопрос, почему легенда Сат-Ока оказалась такой устойчивой.
«Индейскость» Сат-Ока защищали не только его горячие поклонники из числа «друзей индейцев», которые вступились бы за него, будь он даже из Уганды, но и те, кто не имел никакого отношения к индеанистам.
Генерал Армии Крайовой Казимеж Заленский, как выяснил Росяк, в детстве жил по соседству с Суплатовичами и учился в одной школе с Сат-Оком на несколько классов старше.
Очевидно, он не мог не знать, что Сат-Ок не индеец — и тем не менее, после войны безоговорочно подтвердил его индейскую историю.
Росяк предполагал, что узы военного товарищества между Заленским и Суплатовичем были так крепки, что если Суплатович хотел быть индейцем и просил Заленского свидетельствовать в его пользу, Заленский не спрашивал, зачем это нужно его другу.
Индейцы разных национальностей, с которыми Сат-Ок поддерживал контакты, тоже не стремились его разоблачать.
В фильме «Прирождённый воин» индеец-оглала Тодд Жёлтое Облако из резервации Пайн-Ридж в американском штате Южная Дакота называл Сат-Ока членом народа лакота, к которому относятся и оглала: «Хотя он (Сат-Ок) находился в Польше, у него всё равно было мировоззрение и образ мыслей воина. Особенно то, что он был частью сообщества лакота. Я думаю, это каким-то образом его поддерживало, он знал, что он лакота, и проявил себя как воин».
Ричард Граунд, проживавший в резервации Блэкфит в американском штате Монтана, говорил: «Сат-Ок — наш отец в смысле уважения, которое мы оказываем нашим старикам и настоящим индейцам. Для нас он не выглядит как белый, потому что он… он выглядит как индеец, потому что это он и есть. Мы молимся за этого старого человека».
По мнению Росяка индейцы, конечно, понимали, что Сат-Ок не один из них, но их подкупала его увлечённость индейской культурой, а к тому же он был им интересен как иностранный партнёр.
Легенда, хоть и пошатнувшаяся, продержалась до самой смерти Сат-Ока: его похоронили с имитацией индейских обрядов и написали на могиле индейское имя.
Росяк пришёл к выводу, что одной из причин прочности мифа о польском индейце послужила его поддержка со стороны правительства.
Советская власть рассматривала Сат-Ока как удачный способ коммунистической пропаганды, так как от его лица можно было рассказывать убедительные истории об угнетённых североамериканских индейцах и их борьбе с оккупантами-капиталистами.
С другой стороны, в Сат-Оке нуждалась и широкая публика.
В скучном сером мире социалистической Польши времён Гомулки и Герека настоящий живой индеец из романтического мира, где даже маленький паучок имеет священную душу, воспринимался как невероятная экзотика, связанная с приключениями и дальними землями.
Один из российских «друзей индейцев» в разговоре с Росяком охарактеризовал свои детские ощущения от книг Сат-Ока так:
Когда я был маленьким, то мечтал сбежать к шани — об этом мечтали многие мои советские сверстники. Мы фантазировали, что через Берингов пролив совершаем побег к шани и живем с ними. Как Сат-Ок. Мне уже за пятьдесят, но я по-прежнему хочу верить, что шани и правда существуют и что где-то в Америке или Канаде живет свободное племя.

## Книги
- Sat-Оkh. Ziemia słonych skał (пол.). — Warszawa: Czytelnik, 1958. — 240 с.
  - Сат-Ок. Земля Солёных Скал / перевод Юрия Стадниченко. — М.: журнал Юность № 11 и 12, 1960.
  - Сат-Ок. Земля Солоних Скель (укр.) / переклад Юрія Стадниченка. — Київ: Дитвидав, 1960. — 233 с.
  - Сат-Ок. Земята на солените скали (болг.) / превод: Пеньо Табаков. — София: Народна младеж, 1964. — 1964 с.
  - Sat-Okh. Das Land der Salzfelsen (нем.) / übertr. Ruprecht Willnow. — Berlin: Verlag Neues Leben, 1965. — 242 S.
  - Hosszú Toll. A sós sziklák völgye (венг.) / fordította Edward Mach. — Budapest: Móra Ferenc Ifjúsági Könyvkiadó, 1965. — 246 с.
  - סט-אוק‎. אדמת הסלעים המלוחים‎ (иврит) / תרגמה: מלכה פישקין‎. — תל־אביב‎: שרברק‎, 1966. — 262 с.
  - Sat-Oks. Sāļo klinšu zeme (латыш.) / tulkojusi Anna Ozola-Sakse. — Rīga: Liesma, 1967. — 254 с.
  - Sat-Okas. Druskingųjų uolų slėnis (лит.) / S. Rastenienė. — Vilnius: Vaga, 1967. — 254 с.
  - 1967. Les Fils de Grand-Aigle (фр.) / traduit par Michel Clément. — Paris: Éditions La Farandole, 1967. — 201 p.
  - Sat-Okh. Țara stâncilor serate (молд.) / Gheorghe Gheorghiu. — Chișinău: Lumina, 1968. — 214 с.
  - სატ - ოკი. მარილიანი კლდეების მხარე (груз.) / მთარგმნელი აკაკი ბრეგაძე. — თბილისი: ნაკადული, 1969. — 224 с.
  - Сат-Ок. Тұзды жартастар аймағы (казах.) / ауд.: Ш. Тоқсанбаева, С. Мастутов. — Алматы: Жалын, 1979. — 244 с.
- Sat-Оkh. Biały Mustang: baśnie i legendy indiańskie (пол.). — Warszawa: Czytelnik, 1959. — 98 с.
  - Sat-Okas. Baltasis Mustangas: indénu pasakos ir legendos (лит.) / K. Papečkys. — Vilnius: Vaga, 1968. — 114 с.
  - Сат-Ок. Белый мустанг. Сказки и легенды индейцев / перевод Леонарда Кондрашенко. — Л.: Детская литература (Ленинградское отделение), 1977.
  - Сат-Ок. Урме мистериоасе (молд.). — Литература Артистикэ, 1979. — 160 с.
  - Сат-Ок. Білий Мустанг. Повісті, легенди (укр.) / переклад Юрія Стадниченка. — Київ: Веселка, 1980. — 359 с.
- Сат-Ок. Таинственные следы / перевод Юрия Стадниченко. — Київ: Знання та праця. № 8, 1963.
- Sat-Оkh. Powstanie człowieka (пол.). — Warszawa: Krajowa Agencja Wydawnicza, 1981. — 23 с.
  - Sat-Оkh. Postanak čoveka: indijanska legenda (серб.) / Vera Kusicki. — Dečje novine, 1982. — 22 с.
- А. Л. Расулова, С. Суплатович. Дороги сходятся / иллюстрации Б. Жутовского. — М.: Молодая гвардия, 1973.
- Сат-Окх, А. Расулова. Тайна старого Сагаморы. — М.: Молодая гвардия, 1978. — 176 с.
  - Sat-Okh, A. Rassulowa. Das Geheimnis des alten Sagamora (нем.). — Berlin: Verlag Neues Leben (Kompass Bücherei Band 276), 1981. — 156 S.
- Sat-Оkh, Yáckta-Oya. Fort nad Athabaską (пол.). — Gdańsk: Krajowa Agencja Wydawnicza, 1985. — 288 с. — ISBN 8303008986.
- Sat-Оkh. Głos prerii (пол.). — Gdańsk: Krajowa Agencja Wydawnicza, 1990. — 248 с. — ISBN 8303028928.
- Sat-Оkh. Tajemnica Rzeki Bobrów (пол.). — Poznań: Akcydens, 1996. — 156 с. — ISBN 8353220105.
- Sat-Оkh. Serce Chippewaya (пол.). — Gdańsk: Oskar, 1999. — 110 с. — ISBN 9788386181469.
- Sat-Оkh. Walczący Lenapa (пол.). — Gdańsk: Oskar, 2001. — 111 с. — ISBN 9788386181728.

## Комментарии
1. ↑  На Чукотке есть село Лаврентия, которое, однако, было основано уже после описываемых Внуковым событий, в 1928 году.